# Desiccator

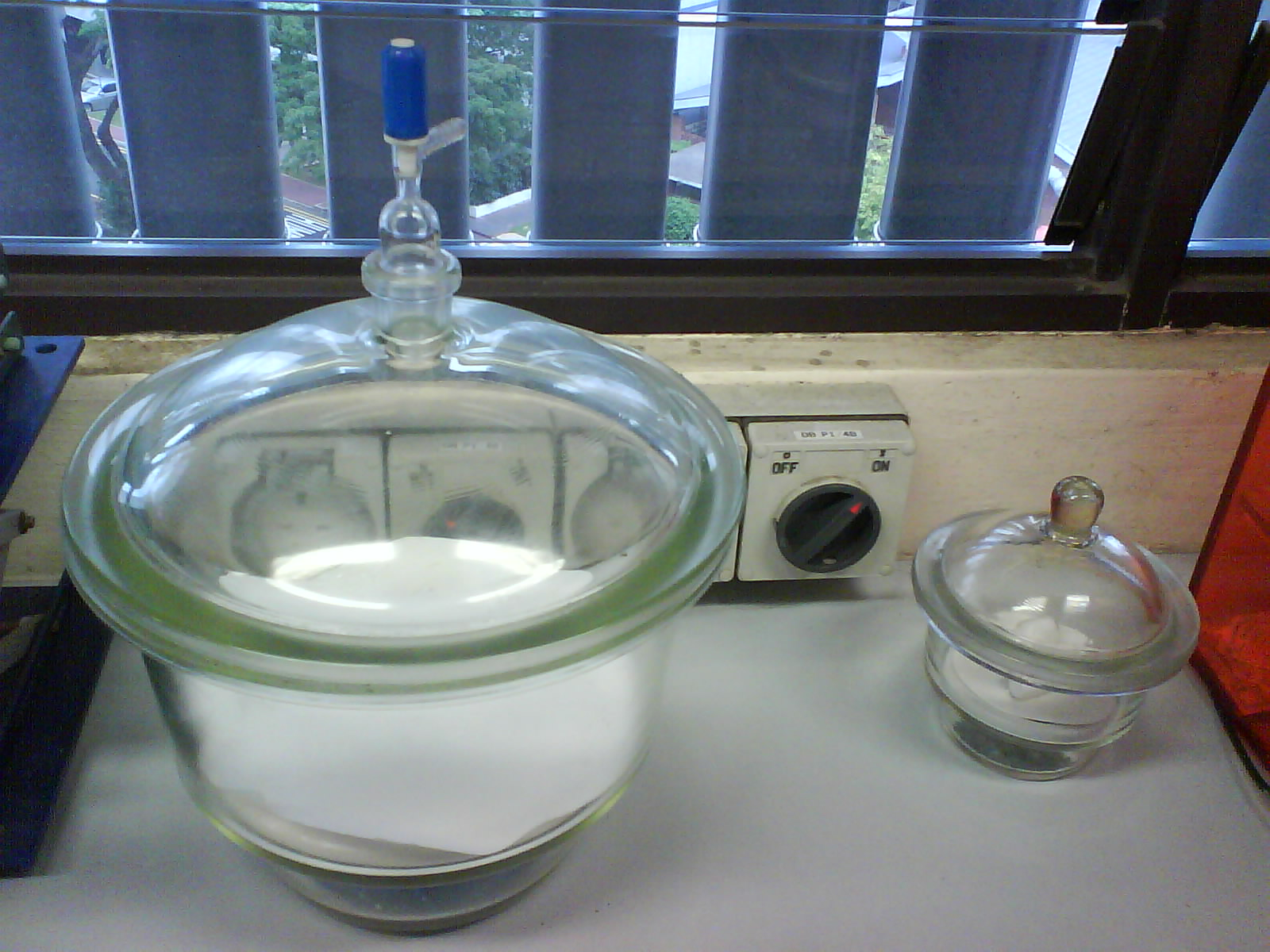
Een vacuümdesiccator (links) en een gewone desiccator, zoals gebruikt in het laboratorium.

Een desiccator (ook wel exsiccator genoemd) is een gesloten omgeving (typisch een glazen of plastic container) waarin een bepaalde hoeveelheid materie (organische dan wel anorganische verbindingen) gedroogd kan worden. Het proces van chemische droging wordt desiccatie (van het Latijnse siccari, droog worden) genoemd.
Tal van hygroscopische verbindingen of verbindingen die hevig met water kunnen reageren (zoals lithiumaluminiumhydride of calciumcarbide) worden bewaard in zo'n desiccator. Deze stoffen worden meestal op een horlogeglas of in een petrischaal in de desiccator gelegd. Een desiccator kan ook gebruikt worden om TLC-plaatjes in te bewaren, aangezien ook zij gevoelig zijn voor vocht.

## Opbouw
De container bestaat uit twee gedeelten: een kleiner onderste gedeelte, waar een hoeveelheid droogmiddel, zoals silicagel, natriumhydroxide of calciumchloride, wordt aangebracht en een groter bovenste gedeelte, waar de te drogen stof wordt geplaatst. De scheiding tussen de twee compartimenten is meestal een porseleinen plaat met een dikte van ongeveer 5 millimeter. In deze plaat bevinden zich kleine gaatjes om contact tussen beide compartimenten te bewerkstelligen. Het deksel van een desiccator bezit een verbrede rand van 2 tot 3 centimeter, die ingesmeerd wordt met een dunne laag vacuümvet. Dit zorgt ervoor dat de ruimte binnenin geen contact maakt met de ruimte erbuiten. Een desiccator wordt geopend door het deksel in horizontale richting te verschuiven (en dus niet door het op te tillen). Het sluiten verloopt op eenzelfde wijze.
Er wordt doorgaans een onderscheid gemaakt tussen een gewone desiccator en een vacuümdesiccator. Bij deze laatste bestaat de mogelijkheid om via een glazen kraantje de overtollige lucht of waterdamp uit de desiccator te verwijderen door middel van een vacuümpomp. Vacuümdesiccatoren worden typisch uit een harde en dikke glassoort vervaardigd, maar ook exemplaren in harde plastics (polycarbonaat en polypropeen) zijn voorhanden. Sommige desiccatoren zijn gemaakt uit metalen, zoals aluminium.